# 118 a.C.
Il 118 a.C. (CXVIII a.C. in numeri romani) è un anno  del II secolo a.C.

## Eventi
- Quinto Marcio Re, Marco Porcio Catone diventano consoli della Repubblica romana.
- Muore Micipsa, re di Numidia, ed il regno passa ai suoi due figli, Iempsale e Aderbale, insieme al fratello adottivo Giugurta.

## Nati
- Aulo Licinio Archia, poeta greco antico

## Morti
- Marco Porcio Catone, politico romano
- Iempsale I, sovrano
- Micipsa, sovrano berbero